# Minnesota Timberwolves
A Minnesota Timberwolves profi kosárlabdacsapat az NBA-ben, a nyugati főcsoport északnyugati csoportjában. Székhelyük Minnesota legnagyobb városa, Minneapolis. 1989-ben alapították, a csapat tulajdonosa Glen Taylor, aki tulajdonosa a WNBA-ben játszó Minnesota Lynx-nek is. Hazai mérkőzéseiket a Target Centerben játsszák 1990 óta.
A Timberwolves első évei nem voltak könnyűek, de az 1995-ös NBA-draft után, amelyben Kevin Garnettet választották, a csapat nyolc egymást követő szezonban bejutott a rájátszásba (1997–2004). Az első hét szezonban kiestek az első fordulóban, de 2004-ben először megnyerték csoportjukat és eljutottak a főcsoport-döntőig. Ebben a szezonban Garnett elnyerte az MVP díjat. Ezt követően a csapat elkezdett újjáépíteni, amely több, mint egy évtizedig tartott. Garnett 2007-ben elhagyta a csapatot, hogy csatlakozzon a Boston Celtics-hez. 2015 februárjában visszatért a csapathoz és ott vonult vissza 2016 nyarán. A Timberwolves 14 év után először jutott be a rájátszásba 2018-ban. A következő évtizedben egyre jobb lett a csapat Anthony Edwards vezetésével, 2024-ben húsz év után először a főcsoportdöntőbe jutottak.

## Történet

### 1989–1995: A csapat megalapítása és az első évek
Az NBA 29 év után tért vissza a minnesotai Ikervárosokba, miután a Minneapolis Lakers (1947–1960) Los Angeles-be költözött 1960-ban. 1987. április 22-én az NBA bejelentette, hogy a ligába négy új csapat érkezik (a Timberwolves mellett az Orlando Magic, a Charlotte Hornets és a Miami Heat), amik közül az egyik tulajdoni jogát Harvey Ratner és Marv Wolfenson kapták, 1989–1990-es kezdéssel. Az államban korábban volt még két csapat, akik az American Basketball Association (ABA) ligában játszottak: a Minnesota Muskies (1967–1968) és a Minnesota Pipers (1968–1969). A Timberwolves később hordott mezeket midhárom franchise tiszteletére.
A csapat tartott egy versenyt, aminek keretein belül a rajongók dönthették el, hogy mi legyen a csapat neve. A két döntős a Timberwolves és a Polars volt, 1986 decemberében. A csapat 842 városi tanácsot kérdezett meg az államban és a Timberwolves kétharmados győzelmet aratott. 1987. január 23-án lett hivatalosan is a franchise neve Minnesota Timberwolves. Az Egyesült Államok államai közül ebben található a legtöbb keleti erdei farkas, amik után elnevezték a csapatot.
A Timberwolves első mérkőzését 1989. november 3-án játszotta, a Seattle SuperSonics ellen, melynek végeredménye 106–94 arányú vereség lett. Öt nappal később léptek először pályára új otthonukban, a Hubert H. Humphrey Metrodome-ban, mikor ismét kikaptak, ekkor 96–84 arányban a Chicago Bulls ellen. Két nappal később a minnesotai csapat megszerezte első győzelmét, a Philadelphia 76ers ellen játszott hazai mérkőzésen 125–118-ra nyertek. A csapat legjobb pontszerzője a szezonban Tony Campbell volt, 23,2 pontot átlagolt. A Timberwolves mindössze 22 mérkőzést nyert meg az évadban, hatodikak lettek a középnyugati csoportban. A csapat NBA-rekordot döntött, első szezonjában egy millió nézőt vonzott a Hubert H. Humphrey Metrodome-ba. A legtöbb néző egy estén a Denver Nuggets elleni 99–88 arányú vereség során volt a szezonzáró mérkőzésen, 49551 ember előtt.
A következő szezonban a csapat beköltözött végleges otthonába, a Target Centerbe és valamennyivel sikeresebb is lett, 29 mérkőzést megnyerve. Ennek ellenére kirúgták vezetőedzőjüket, Bill Musselmant. Az 1991–1992-es évadban viszont sokkal rosszabbak lettek Jimmy Rodgers vezetése alatt, a liga leggyengébb csapat voltak 15 győzelemmel és 67 vereséggel. Azzal a céllal, hogy a csapat jobban teljesítsen, leszerződtették a Detroit Pistons ügyvezetőjét, Jack McCloskey-t és a draft első fordulójában kiválasztották Christian Laettnert és Isaiah Ridert. Mindezek ellenére nem tudták megismételni McCloskey Detroiti Rosszfiúk sikersorozatát az Ikervárosokban, két szezon alatt összesítve 39 győzelmet és 125 győzelmet elérve. Ennek az érának az egyik kiemelkedő pillanata volt, mikor a Target Center otthont adott az 1994-es All Star-gálának, ahol Rider megnyerte a Dunk Contestet.
Ahogy a sikertelenség folytatódott, Ratner és Wolfenson majdnem eladták a csapatot, aminek keretében a franchise az akkor csapattal nem rendelkező New Orleans-ba költözött volna 1994-ben. Végül Glen Taylor megvásárolta a csapatot és kinevezte Kevin McHale-t ügyvezetőnek. A következő szezonban 21 mérkőzést nyertek meg, ami ugyan a legjobb volt az elmúlt négy szezonban, a jövő nem tűnt fényesnek.

### 1995–2007: A Kevin Garnett-éra

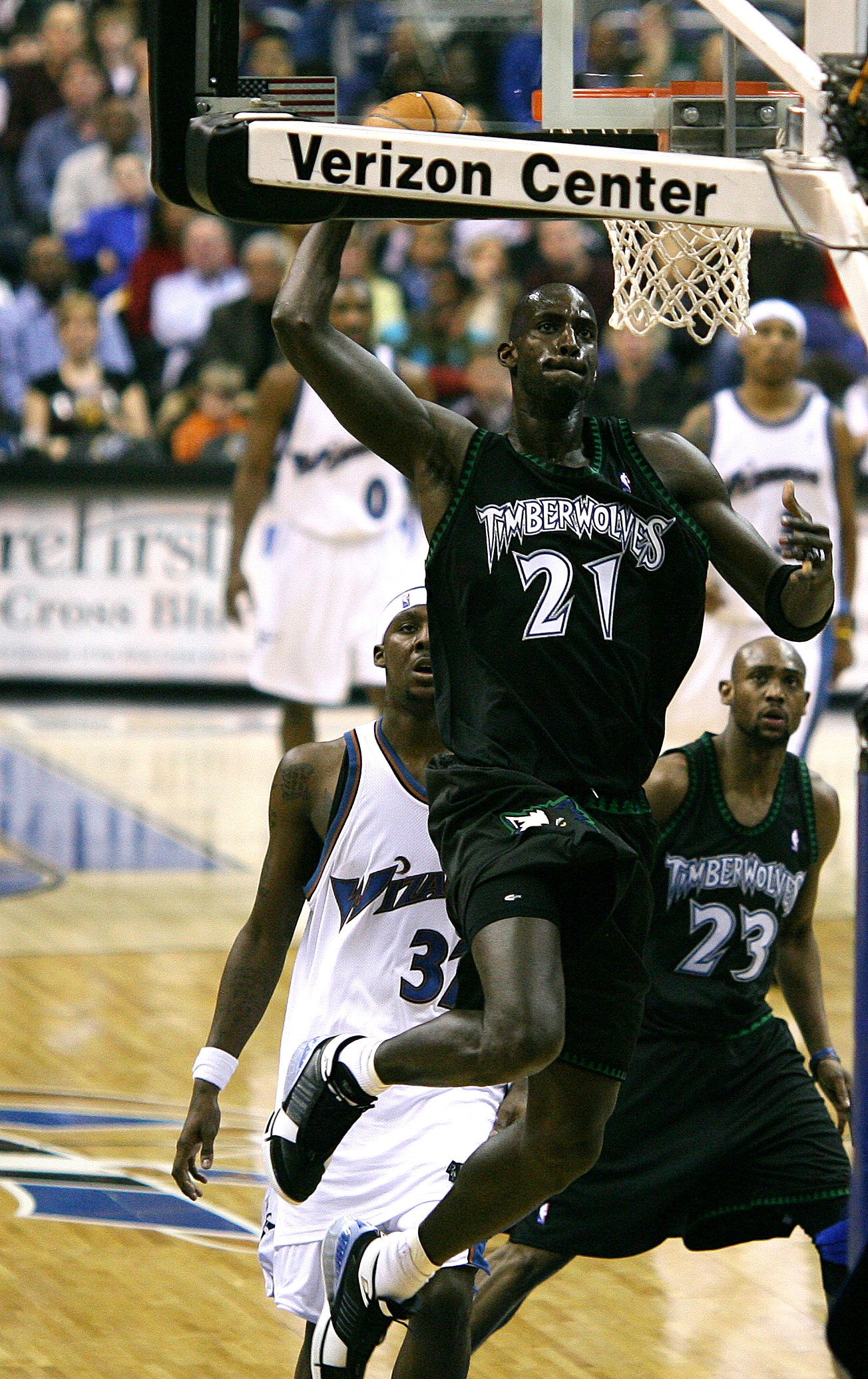
Kevin Garnett tizenkét évet játszott a Timberwolves játékosaként 2007-ig, mielőtt visszatért volna 2015-ben

Az 1995-ös NBA-drafton a Timberwolves ötödik helyen választotta a középiskolai szezon egyik legjobb játékosát, Kevin Garnettet és kinevezték Flip Saunders-t a csapat vezetőedzőjének. Christian Laettnert és Sean Rooks-t az Atlanta Hawks csapatába küldték az Andrew Lang és Spud Webb párosért cserébe. A Garnett mellett első körben választott Donyell Marshallt pedig elcserélték a Golden State Warriors Tom Gugliottájára. Ezeknek a tranzakcióknak a segítségével lett Kevin Garnett a Timberwolves játékának a középpontja a szigorított zónán belül. Garnett 10,4 pontot átlagolt a szezonban és a Wolves 5. lett a középnyugati csoportban, 26 mérkőzést megnyerve.
1996-ban a Wolves egy sztárt adott a keretéhez, mikor a negyedik választásért, Stephon Marbury játékjogáért a Milwaukee Bucks-ba küldte az ötödik pozíción választott Ray Allent. Marbury pozitív hatással volt a Wolves játékára, Garnett és Gugliotta a csapat történetének első All Star-játékosai lettek. Ők is lettek a Wolves legsikeresebb pontszerzői a szezonban, a franchise történetében először elérték a rájátszást, 40 megnyert mérkőzéssel. Itt viszont már nem voltak sikeresek, elvesztették első három mérkőzésüket a Houston Rockets ellen és győzelem nélkül távoztak. A szezon végén megváltoztatták a csapatlogót és a színeiket is, kiegészítve feketével. A logó ezentúl egy ordító farkas volt, egy erdő fölött.
1997-ben Garnett és Marbury bebetonozták magukat, mint az NBA legjobb fiatal játékosainak egyike. Garnett 18,5 pontot és 9,6 lepattanót átlagolt, míg Marbury 17,7 pontot és 8,6 gólpasszt. Annak ellenére, hogy Tom Gugliotta a szezon felére kiesett, a Timberwolves történetében először megnyerte a csapat mérkőzéseinek 50%-át. Miután kikaptak a rájátszás első meccsén a Seattle SuperSonics ellen, megnyerték első rájátszás-mérkőzését 98–93-ra, Seattle-ben. A Timberwolves meg tudta nyerni első hazai mérkőzését is, 98–90-re, de elvesztették a negyediket és ötödiket is, így ismét kiestek az első fordulóban.
1998-ban, egy évvel az után, hogy a Timberwolves meghosszabbította Garnett szerződését, hat évre és 126 millió dollárért, a Timberwolves-t használták fel rossz példának a felelőtlen költekezéssel kapcsolatban az lerövidített szezonban, az új CBA (Collective Bargaining Agreement) megegyezése során. Tekintve, hogy már így is nagyon sokat fizettek játékosaiknak, elengedték Gugliottát, részben azért, mert a csapat pénzt akart spórolni, hogy meghosszabbítsák Stephon Marbury szerződését, részben pedig azért, mert Gugliotta nem akart együtt játszani a fiatal játékossal. Ez sikertelen lett, mivel Marbury csapatának legnagyobb sztárja akart lenni, így elutasította a szerződéshosszabbítást és arra kényszerítette a csapatot, hogy valahova máshova küldjék. Egy háromcsapatos tranzakció részeként Marbury a New Jersey Nets tagja lett, a Timberwolves pedig Terrell Brandon játékjogával és egy 1999-es első köri választással gazdagodott (ami végül a hatodik választás lett). A Wolves sorozatban harmadjára is bejutott a rájátszásba, 25 mérkőzést megnyerve és ugyanennyit elvesztve. A rájátszásban a Timberwolves kikapott a későbbi bajnok San Antonio Spurs csapatától, négy mérkőzésen.
1999-ben a Timberwolves kiválasztotta Wally Szczerbiakot a draft hatodik helyén. Jó szezonja volt, a csapat harmadik legjobb pontszerzője lett 11,6-os átlaggal. Kevin Garnett vezetésével, aki 22,9 pontot és 11,8 lepattanót átlagolt, a Timberwolves története során először megnyert 50 mérkőzést és harmadik lett a ligában. Ennek ellenére ismét kiestek a rájátszás első fordulójában, a Portland Trail Blazers ellen. A Wolves az 1999–2000-es szezont két győzelemmel nyitotta a Sacramento Kings ellen Tokióban, november 6-án és 7-én.
2000 nyarán a csapat egyik dobóhátvéde, Malik Sealy meghalt egy autóbalesetben, amelyet egy részeg sofőr okozott. Sealy mezszámát visszavonultatták, kettes meze a mai napig a Target Center plafonjáról lóg. Az egyetlen mezszám volt, amit a csapat visszavonultatott, amíg az NBA 2022-ben az egész ligában visszavonultatta Bill Russell hatos számát. Ennek ellenére Sealy az egyetlen játékos, aki játszott is a csapatban és mezszáma a stadionban is szerepel.
Ugyanebben a szezonban Joe Smith szerződtetését eltörölte az NBA, azzal az indoklással, hogy a Timberwolves nem követte a megfelelő procedúrát. David Stern, az NBA biztosa azzal a céllal, hogy ez máskor ne történjen meg és egy kis csapatból tudjon példát alkotni, elvette a franchise öt első köri választását 2001 és 2005 között (ezt később 2001, 2002 és 2004-re csökkentették) és megbüntette 3,5 millió dollárra a csapatot, eltiltva Kevin McHale ügyvezetőt egy évre. Ezt követően Smith aláírt a Detroit Pistons-hoz, mielőtt egy évvel később visszatért volt Minnesotába. Mindezek ellenére a Timberwolves ismét rájátszás-csapat lett, 47 mérkőzést nyertek meg, de ismét kiestek az első fordulóban, megint a San Antonio Spurs ellen.
A következő szezon elején több új játékos is érkezett a csapatba Joe Smith mellett, mint Gary Trent, Loren Woods és Maurice Evans. A Timberwolves megnyerte az évad első hat meccsét és a történetük legjobb szezonkezdését sikerült elérniük, 30–10-es teljesítménnyel. Novemberben 53 ponttal verték a Chicago Bulls-t, ami franchise-rekord. Második 50-győzelmes szezonjukat sikerült elérniük, Garnett és Szczerbiak is All Star-elismerést kaptak. Ezúttal a Dallas Mavericks ejtette ki őket az első fordulóban.
A 2002–2003-as szezonban úgy tűnt, hogy végre sikeres lehet a Timberwolves. Garnett kiemelkedően játszott, második lett az MVP-szavazáson, 23 pontot és 13,4 lepattanót átlagolva. A csapat harmadik lett a ligában, 51 meccset megnyerve. A franchise történetében először hazai pálya előnyük volt a rájátszás első fordulójában, a címvédő Los Angeles Lakers ellen. Miután nagyon csúnyán kikaptak az első fordulóban, a Timberwolves-nak megvolt a lehetősége, hogy  3–1-es előnyt szerezzenek a sorozatban, de a Lakers az utolsó negyedben hátrányból tudott nyerni, majd a következő két mérkőzést megnyerve sorozatban hetedjére kiesett a Timberwolves az első fordulóban.
Miután Garnett visszavonult és megkérdezték róla, hogy szerinte vissza fogják-e vonultatni mezszámát, válasza az volt, hogy „Nem hinném.” Ennek fő indoka az erőcsatár rossz kapcsolata a csapat tulajdonosával, Glenn Taylorral.

#### 2003–2004-es szezon: Főcsoportdöntőben a csapat
2003-ban Rob Babcock lett a játékos-ügyek alelnöke. Ő és Kevin McHale nagyon sikeres előszezont értek el, azzal az egy céllal, hogy a csapat végre túljusson az első fordulón. Ezek között volt két nagyon fontos tranzakció: Joe Smith-t és Terrell Brandont elcserélték Ervin Johnson, Sam Cassell és Latrell Sprewell játékjogaiért. Ezek mellett leszerződtették Fred Hoiberget és a draftban évekkel korábban első helyen választott Michael Olowokandit, mindketten nagyon fontosak lettek abban a szezonban. A Timberwolves a cserepadra leigazolta még Trenton Hassellt, Troy Hudsont és Mark Madsent.
Annak ellenére, hogy az újjászületett Olowokandi kihagyta a szezon felét sérülés miatt és Wally Szczerbiak is mindössze 28 mérkőzést tudott játszani, az újjáépített Timberwolves a liga egyik legjobb csapata lett a 2003–2004-es szezonban. A nyugati főcsoport legjobb csapata voltak az alapszakaszban, 58 mérkőzést nyertek meg. Ez volt Garnett, Sprewell és Cassell legjobb szezonja pályafutásukban. Garnett és Cassell All Star-elismeréseket kaptak, míg a korábbi megnyerte az MVP-díjat és az első All-NBA csapatba is beválasztották. 24,4 pontot, 13,9 lepattanót és 5 gólpasszt átlagolt.

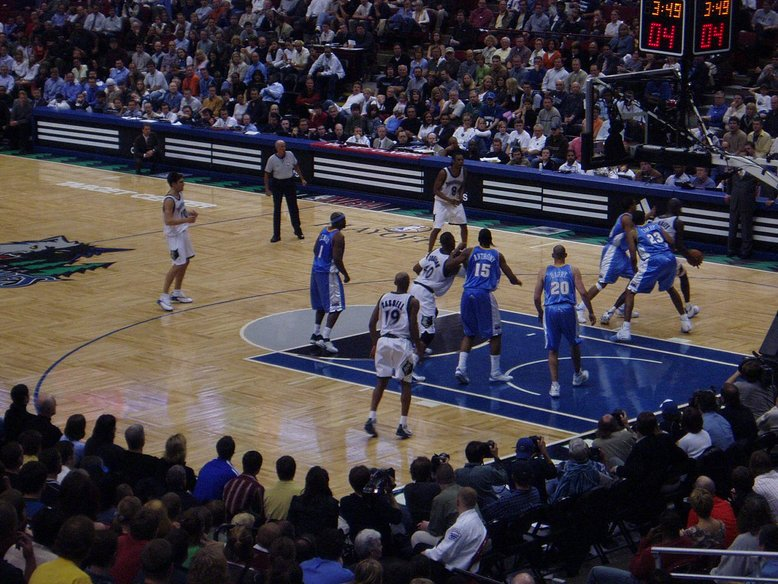
A Timberwolves a Denver elleni sorozat egyik mérkőzése közben

A 2004-es rájátszásban a Wolves megnyerték történetük első rájátszás-sorozatát a Denver Nuggets ellen, mielőtt a második fordulóban nagy nehezen hét mérkőzés alatt megverték a Sacramento Kings csapatát és először a csapat történetében elérték a nyugati főcsoport döntőjét. A minnesotai sporttörténelem egyik legikonikusabb szezonja viszont itt véget ért, kikaptak a Kobe Bryant és Shaquille O’Neal-vezette Los Angeles Lakers-től. Sam Cassell megsérült a Kings elleni sorozat utolsó mérkőzése utáni ünneplésben és így alig tudott játszani a Lakers ellen. Sokak szerint, beleértve mindkét csapat edzője, Flip Saunders és Phil Jackson is úgy gondolták, hogy ha nem sérült volna meg, a Timberwolves döntős csapat lett volna.

#### Flip Saunders távozása
A 2004–2005-ös szezonra szinte egyáltalán nem változott a Wolves csapata, de Babcock távozott, hogy a Toronto Raptors ügyvezetője legyen és problémák voltak több kulcsfontosságú játékos szerződéseivel is vagy személyi problémákba ütközött többek között Latrell Sprewell, Sam Cassell és Troy Hudson is. Egy nagyon gyenge szezonkezdetet követően Flip Saunders helyét átvette Kevin McHale, mint a csapat vezetőedzője a szezon végéig. Egy nagyon sikeres szezonzárás ellenére, a Wolves nyolc év után először lemaradt a rájátszásról, mindössze egy mérkőzéssel a Memphis Grizzlies mögött.

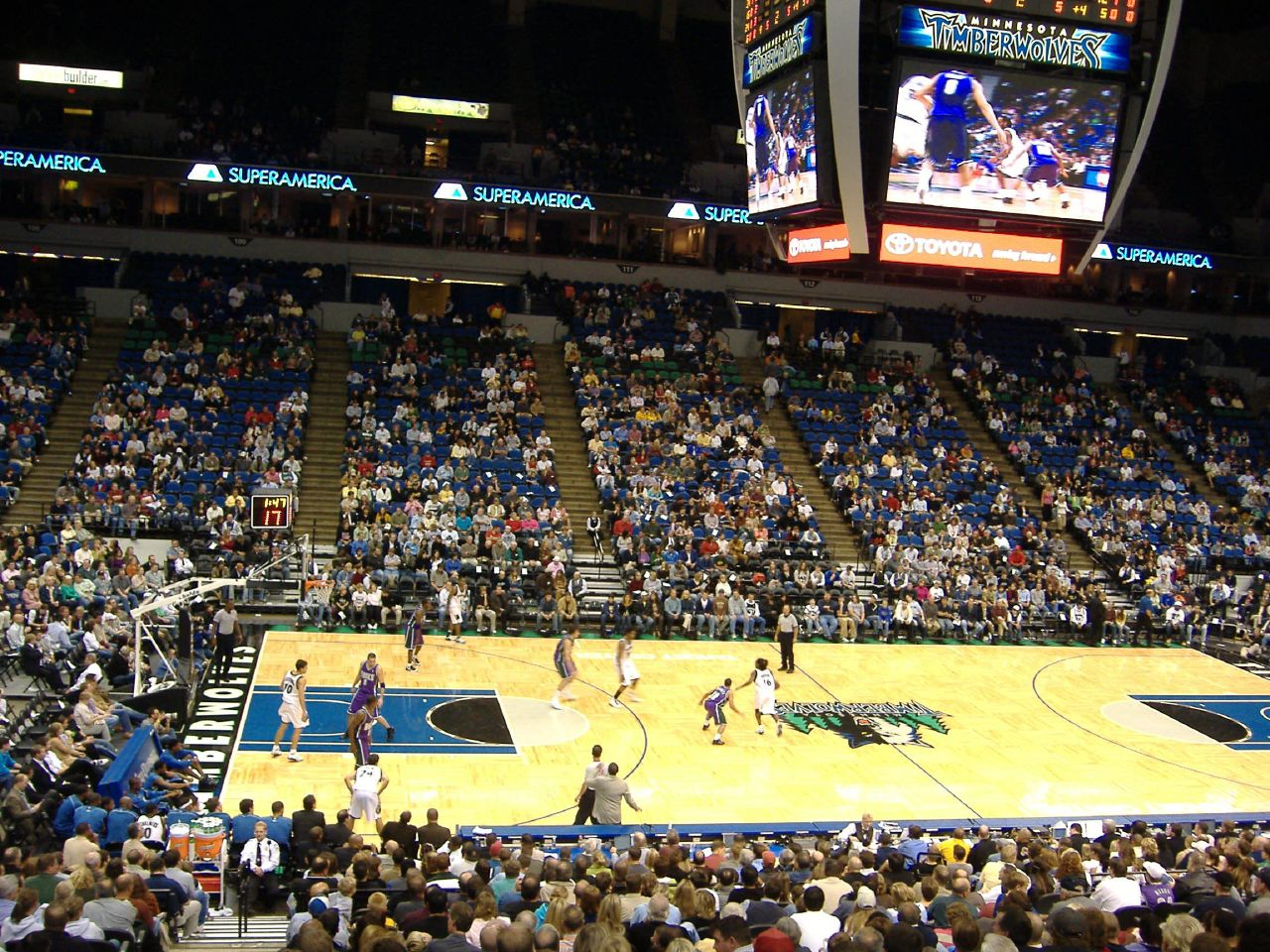
A Timberwolves felkészülési mérkőzése a Milwaukee Bucks ellen, 2005 őszén

2005 nyarán McHale és a Wolves elkezdett egy új vezetőedző után kutatni. McHale meginterjúvoltatta a Seattle SuperSonics és a San Antonio Spurs másodedzőit, Dwane Casey-t, illetve P. J. Carlesimót, illetve John Lucas-t, Randy Wittmant, Sidney Lowe-t és Jerry Sichtinget.
2005. június 17-én a Timberwolves leszerződtette Casey-t. Tizenhat év alatt az újonc edző lett a csapat hetedik vezetőedzője.
A 2005-ös drafton a csapat Rashad McCants-et választotta a 14. helyen, illetve Bracey Wrightot.
Az előszezon közben a csapat elcserélte Sam Cassellt és egy védett elsőköri választást a Los Angeles Clippers Marko Jarić és Lionel Chalmers játékosaiért. Ezek mellett leszerződtették Nikoloz Tskitishvilit.
2006. január 26-án a Wolves elküldte Wally Szczerbiakot, Dwayne Jones-t és Michael Olowokandit egy első köri választás mellett a Boston Celtics-be, Ricky Davis, Mark Blount, Justin Reed, Marcus Banks és két második köri választásért cserébe. Ugyanezen a napon rögtön el is cserélték a szerződtetett Tskitishvilit a Phoenix Suns-ba egy második köri választásért. A Timberwolves 33 mérkőzést nyert meg, sorozatban másodjára kihagyva a rájátszást.
A 2006-os NBA-drafton a Timberwolves kiválasztotta a később év újonca-győztes Brandon Roy-t, illetve Craig Smith-t, Bobby Jones-t és Loukas Mavrokefalidis-t. Roy szinte rögtön a Portland Trail Blazers játékosa lett, Randy Foye-ért cserében. Január 23-án McHale kirúgta Casey-t és helyére Randy Wittmant hozta. A 2006–2007-es szezonban 50 mérkőzést vesztettek.

### 2007–2010: Kevin Garnett távozása után

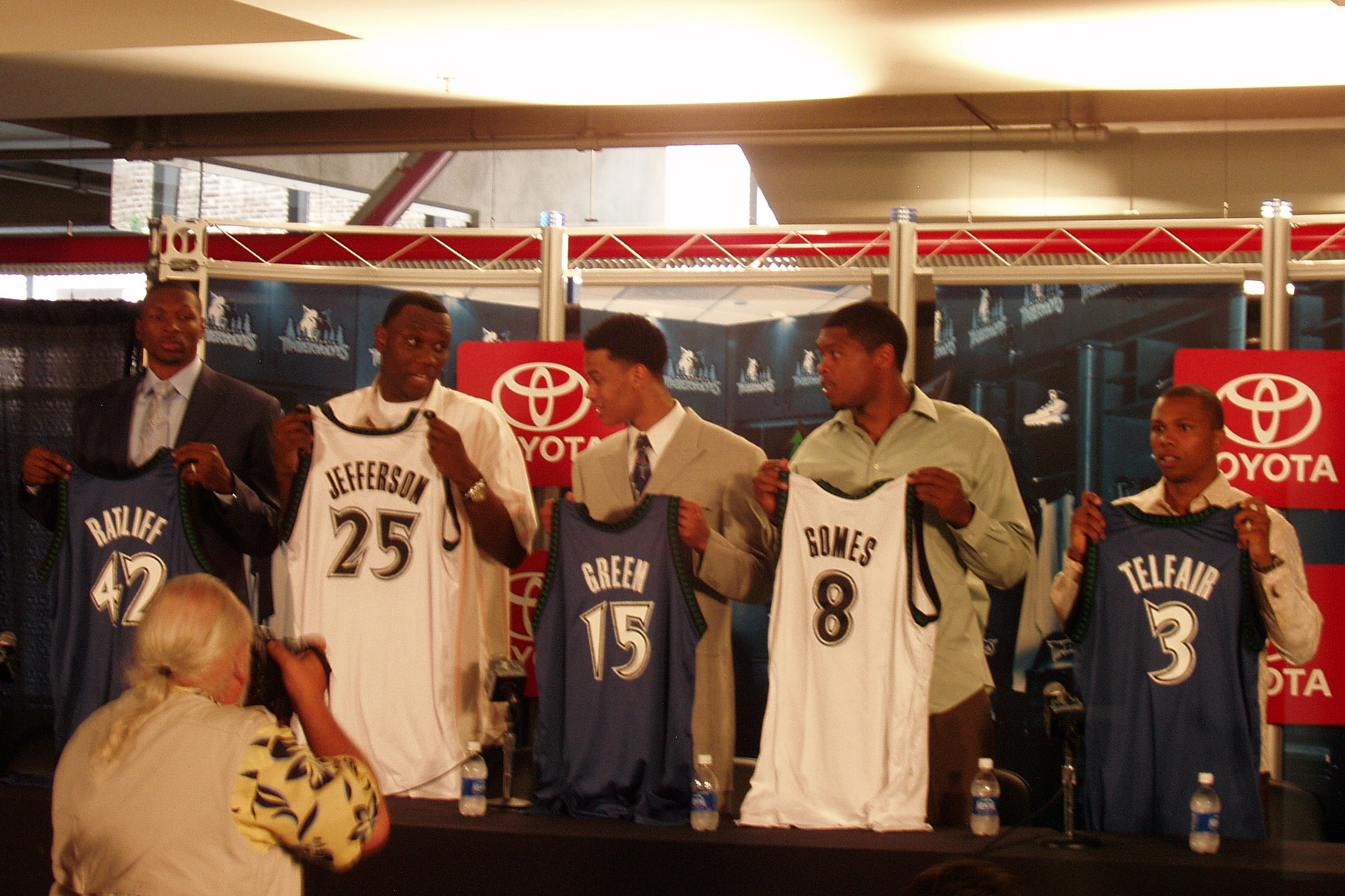
A Kevin Garnettért cserébe érkező játékosok 2007 augusztusában, bemutatásuk közben

2007. július 31-én a Minnesota Timberwolves megegyezett a Boston Celtics csapatával, akik Kevin Garnettért cserébe északra küldték Al Jeffersont, Theo Ratliffet, Gerald Greent, Sebastian Telfairt, Ryan Gomes-t, két első köri választást és ismeretlen pénzösszeget. Ez az NBA történetének legnagyobb tranzakciója volt egy játékosért, amíg azt a Wolves meg nem döntötte 2022-ben Rudy Gobert-rel. Garnett és a Celtics 2008-ban megnyerték a bajnoki címet a Los Angeles Lakers ellen.
2007 nyarán a Timbewolves a Houston Rockets csapatába küldte Mike James-t és Justin Reedet, Juwan Howardért cserébe. Ugyanezen év októberében a Wolves meg is szakította Howard szerződését, miután kivásárolták 14,25 millió dolláros szerződéséből 10 millióért. Ezek mellett Ricky Davis és Mark Blount a Miami Heat csapatában kötött ki, Antoine Walker, Michael Doleac, Wayne Simien és egy 2008-as első köri választásért cserébe.
A 2007-es NBA-drafton a Timberwolves választásai Corey Brewer (7.) és Chris Richard (41.) voltak, akik mindketten a kétszeres NCAA-bajnok Florida Gators játékosai voltak.
Minnesota az előszezont Európában kezdte meg, egy-egy mérkőzést játszottak Londonban és Isztambulban. Október 10-én a Wolves kikapott Garnett Celtics-étől, 92–81-re. A szezon elején elvesztették az első öt mérkőzésüket, mielőtt megverték volna a Sacramento Kings-t. A gyenge szezonkezdés után szóba került Wittman kirúgása. Az NBA legfiatalabb csapatának nehezére esett hozzászokni Garnett hiányához és Randy Foye is kiesett a szezon első felére. Sebastian Telfair és Marko Jarić voltak a kezdő irányítók Folye sérülésének idején. A Timberwolves visszatért a Garnett-éra előtti sikertelenséghez, csak 22 meccset tudtak megnyerni. A szezon közben többször is közel voltak győzelmekhez az NBA legjobb csapatai ellen, de a siker mindig elkerülte őket.
A 2008-as drafton a csapat választása O. J. Mayo volt a harmadik helyen. Mayo nem volt sokáig a csapat tagja, mivel Antoine Walkerrel, Greg Bucknerrel és Marko Jarić-csal együtt a Memphis Grizzlies csapatába küldték Kevin Love-ért, Mike Millerért, Jason Collinsszért és Brian Cardinalért cserébe.
2008-ban a franchise fennállásának 20. évfordulóján a csapat új logót és mezeket kezdett el használni, amiket először a Chicago Bulls elleni felkészülési mérkőzésen mutattak be, 2008. október 14-én. Ezek mellett felújították a pályát a Target Centerben is.

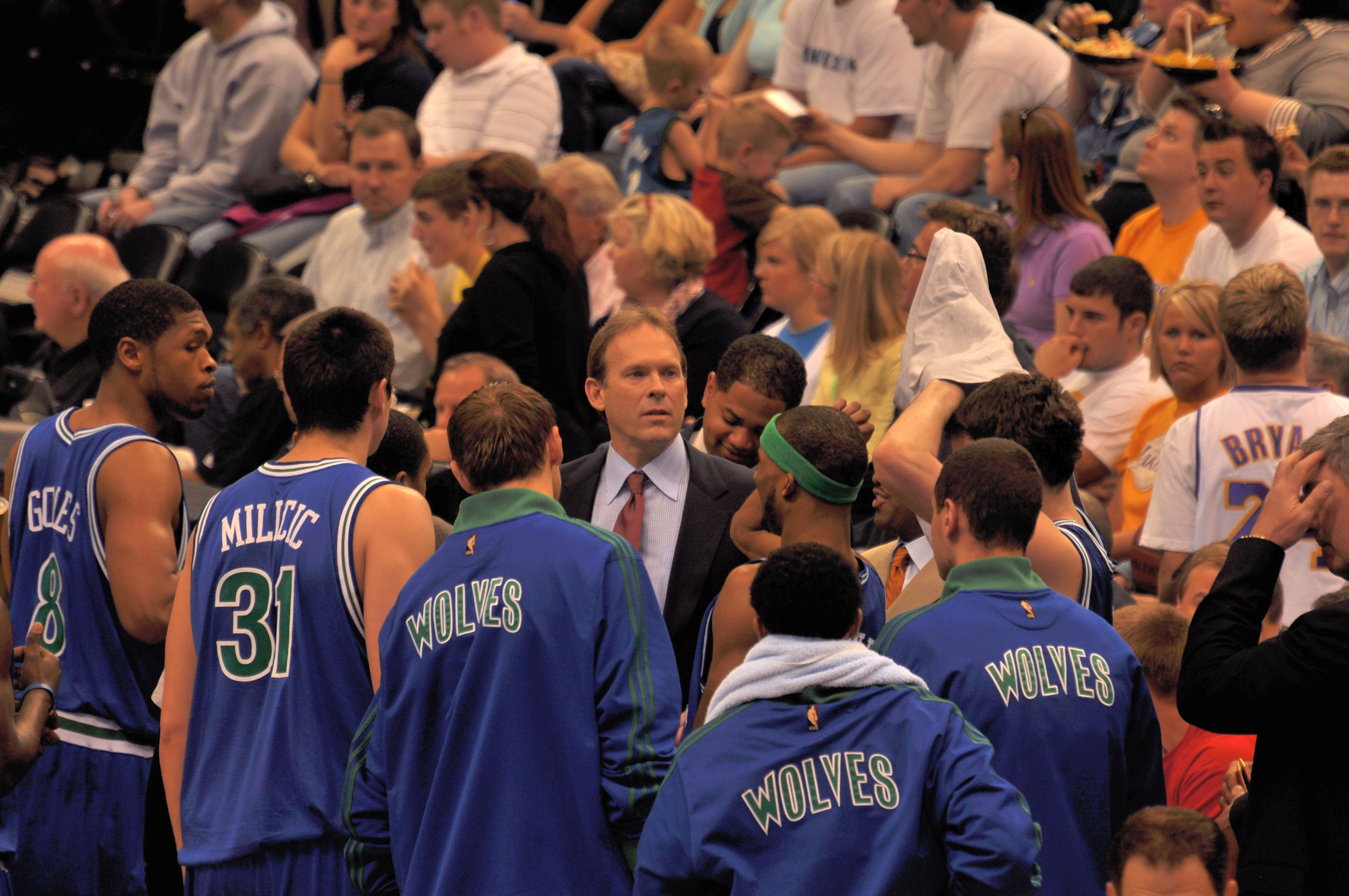
Kurt Rambis, a csapat vezetőedzője 2009-től, játékosaival körülvéve

2008. december 8-án, miután 23 ponttal kikaptak a Los Angeles Clippers ellen, így az első tizenkilenc mérkőzésből mindössze négyet tudtak megnyerni, a Timberwolves kirúgta Wittmant és helyére McHale érkezett, aki lemondott alelnöki pozíciójáról, hogy edző legyen. McHale vezetésével a Wolves januárban 10–4-es teljesítményt tudott felmutatni, McHale el is nyerte a hónap edzője díjat. 2009. február 8-án Al Jefferson elülső keresztszalag szakadást szenvedett New Orleans ellen, így kiesett a szezon hátralévő részére. A sérülés idején Jefferson életének legjobb szezonját játszotta, 23 pontot, 11 lepattanót és 2 blokkot átlagolva. Jefferson és Corey Brewer nélkül, aki szintén megsérült az egész évadra, a Wolves összeomlott és mindössze 24 mérkőzést tudtak megnyerni a szezonban.
2009. június 17-én David Kahn, a csapat új ügyvezetője bejelentette, hogy McHale nem fog visszatérni a csapathoz, mint vezetőedző és azt nyilatkozta, hogy a következő „egy átmeneti időszak lesz.” McHale elmondása szerint szeretett volna visszajönni, de nem ajánlottak neki szerződést. Augusztusban a Timberwolves leszerződtette Kurt Rambis-t, a Los Angeles Lakers másodedzőjét. Rambis első szezonjában a liga második legrosszabb csapata lettek, mindössze 15 mérkőzést nyertek meg a 82-ből.

### 2010–2014: Kevin Love-éra

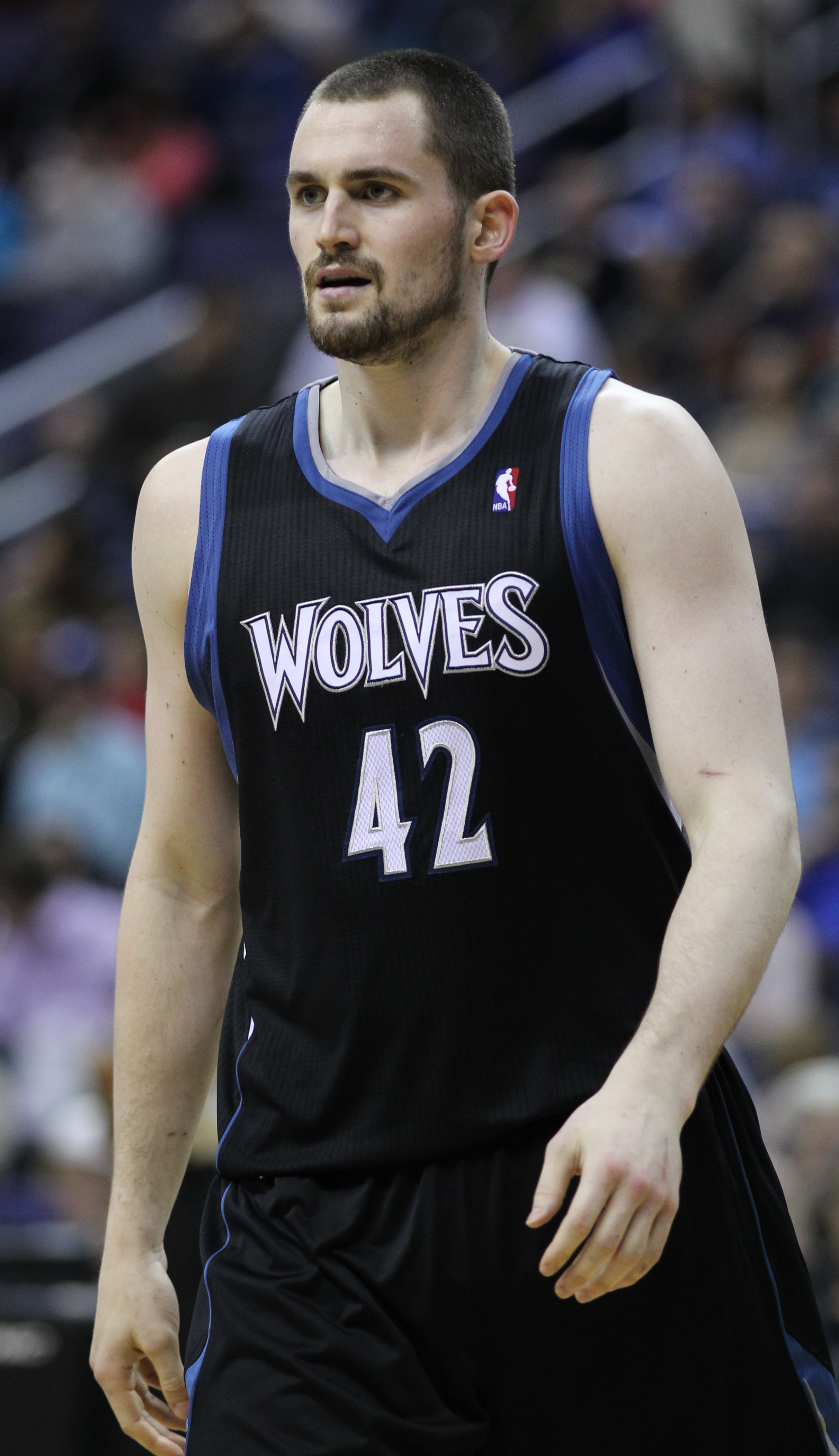
Kevin Love a Timberwolves történetének ötödik All Star-játékosa

2010. július 12-én Minnesotába érkezett a 2008-as draft második választása, Michael Beasley. 2010. november 12-én Kevin Love csapatrekord 31 lepattanót szerzett és 31 pontja is volt a New York Knicks ellen. 28 év után először tudott egy játékos két kategóriában is 30-at szerezni egy mérkőzésen. A 2010–2011-es szezonban Love All Star lett, az első Garnett óta. Love később megdöntötte Garnett rekordját a legtöbb sorozatban szerzett dupla-dupláért, mikor 2011. február 8-án 38. mérkőzésén is elérte ezt. 2011. március 8-án Love sorozatban 52. dupla-dupláját szerezte meg, ami rekordot volt az NBA és az ABA egyesülése óta. A sorozat március 13-án ért véget a Golden State Warriors ellen. 2011 októberében az ESPN Love-ot az NBA 16. legjobb aktív játékosának nevezte.
2011. február 21-én Corey Brewert és Kosta Koufos-t a New York Knicks-be és a Denver Nuggets-be küldte a Wolves, Anthony Randolph-ért és Eddy Curry-ért illetve 3 millió dollárért és egy második köri választásért cserébe. A Wolves a liga legrosszabb csapata volt a szezonban. Az azt követő nyáron végre le tudta szerződtetni Spanyolországból a 2009-es draft ötödik választását, Ricky Rubio-t. A 2011-es drafton a második helyen a Timberwolves Derrick Williams-t választotta. Ezek mellett Jonny Flynn játékjogát és Donatas Motiejūnas draftjogát a Houston Rockets csapatába küldték Brad Miller centerért, Nikola Mirotić, és Chandler Parsons draftjogáért, illetve egy első köri választásért cserébe. Mirotic jogait végül Chicagóba küldte a csapat Norris Cole-ért és Malcolm Lee-ért. Parsons draftjogát végül eladták a Rockets-nek. Norris Cole se volt sokáig a csapat tagja, Bojan Bogdanović draftjogáért a Miami Heatben kötött ki. Bogdanović-ot is azonnal továbbadták, a New Jersey Nets játékosa lett egy második köri választásért. A Trail Blazers csapatától a Wolves megkapta Tanguy Ngombo draftjogát.
2011. július 12-én Kurt Rambis-t kirúgták, miután két szezon alatt 32 mérkőzést nyert meg és 132-t veszített el. 2011. szeptember 13-án kinevezték Rick Adelmant a csapat élére.

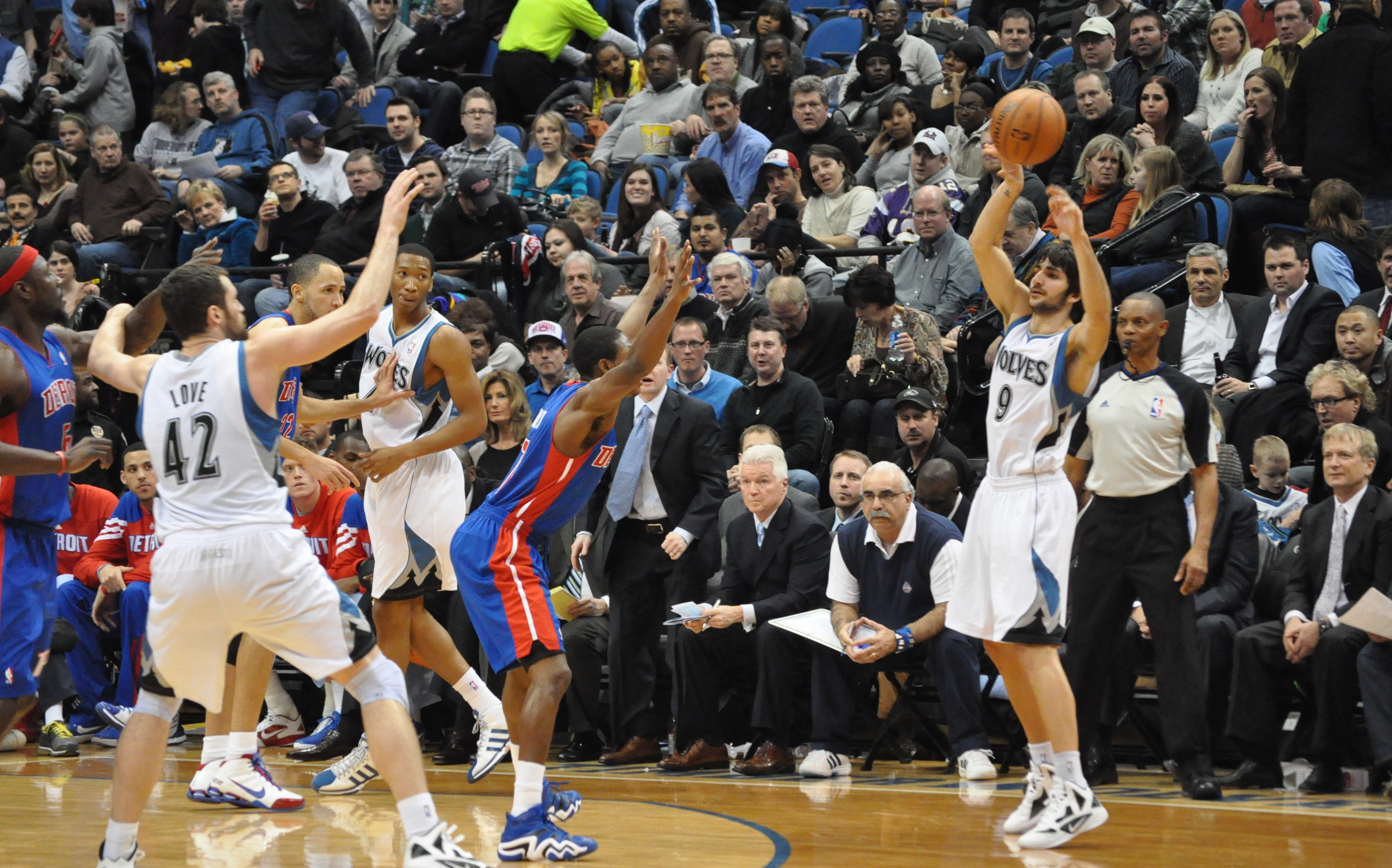
Ricky Rubio (jobb) és Kevin Love (balról a második) a Detroit Pistons ellen, 2012-ben

A Timberwolves a 2011–2012-es szezonban az All Star-szünetig megnyerte a mérkőzéseinek felét. 2012. március 9-én Rubio összeütközött Kobe Bryanttel és elszakadt az elülső keresztszalagja és a oldalsó ínszalagja. Rubio többet nem lépett pályára a szezonban és a sérülés gyengítette a Wolves esélyeit, hogy bejussanak a rájátszásba. A Wolves ebben az évben sorozatban nyolcadjára maradt le a kieséses szakaszról, mindössze 26 mérkőzést megnyerve. A 18. választásukat a szezont követő drafton elcserélték a Houston Rockets játékosáért, Chase Budingerért.

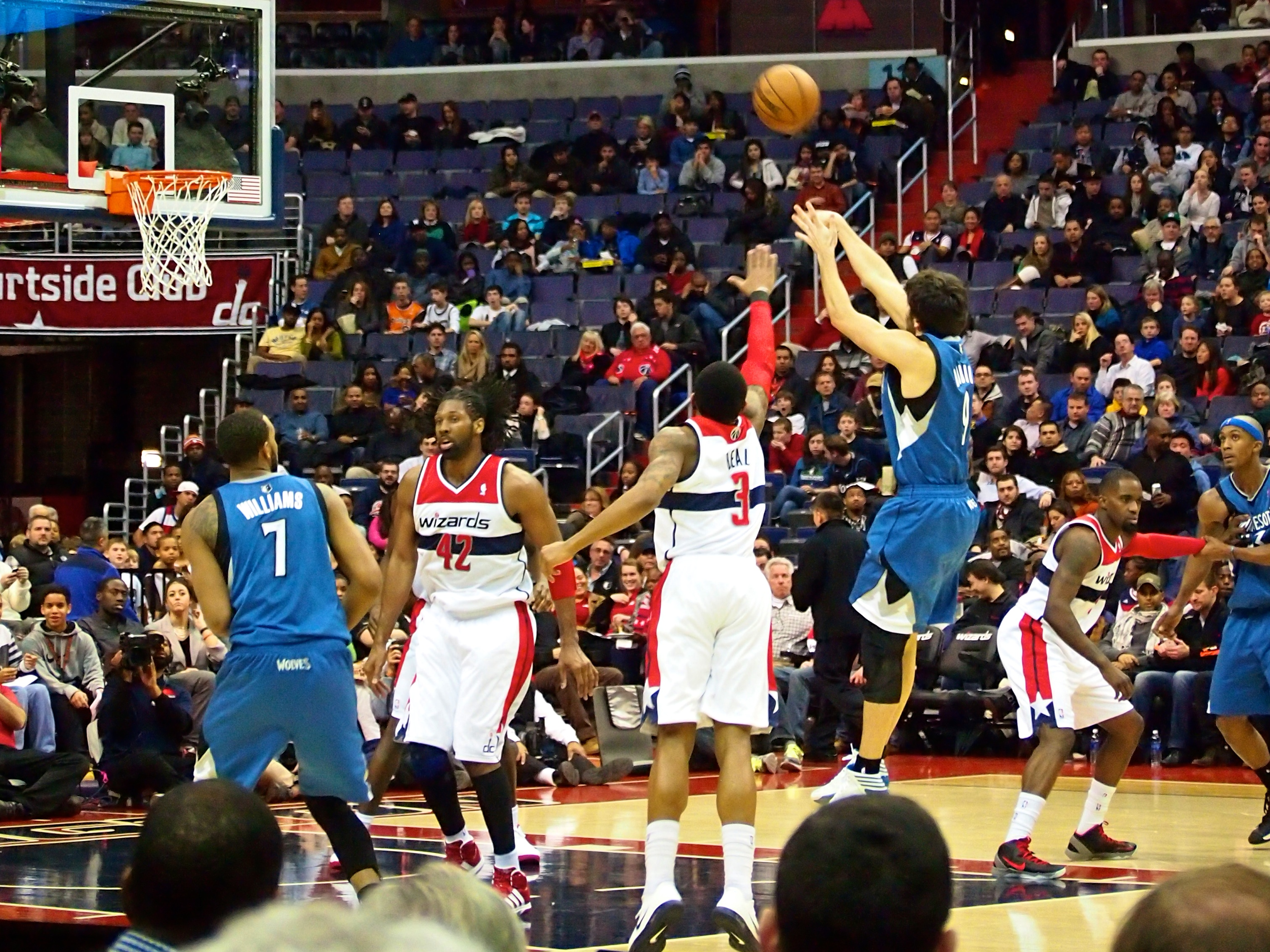
Ricky Rubio dobás közben a 2012–2013-as szezonban, Bradley Beal ellen

2012. június 26-án a Timberwolves egyetlen választása a draft közben Robbie Hummel volt, az 58. helyen. A nyáron visszaigazolták Brandon Roy-t egy két év alatt 10 millió dollárt érő szerződéssel. A megegyezést július 31-én jelentették be. Roy érkezése mellett a szerződtetett játékosok között volt Andrej Kirilenko, Alexey Shved és Louis Amundson. Ugyan a szezon elején úgy tűnt, hogy rájátszásba juthat a csapat, ismét sérülésekbe ütköztek. Roy, Budinger, Lee és Josh Howard mind térdsérülést szenvedtek. Rövid időre visszatért az optimizmus, mikor Rubio újra el kezdett játszani, de nem sokkal később Love, akinek a szezon elején megrepedt harmadik és negyedik kézközépcsontját bal kézfejében, szintén kiesett. Április 6-án, a Detroit Pistons elleni mérkőzés volt Adelman ezredik győzelme, mint vezetőedző. Ez volt az első alkalom a franchise történetében, hogy legalább 30 meccset megnyertek egy szezonban Kevin Garnett nélkül. Az évad végén megváltak kirúgták David Kahn ügyvezetőt és helyére a korábbi edzőt, Flip Saunders-t hozták. A 2013-as NBA-drafton elcserélték a 9. választást Shabazz Muhammadért és Gorgui Diengért.
2014. március 28-án a Timberwolves franchise-rekordot döntött, mikor 143 pontot dobtak a Los Angeles Lakers ellen. Ez volt az első alkalom, hogy meg tudták nyerni az összes mérkőzésüket a kaliforniai csapat ellen az alapszakaszban, 2006 óta. A 2005-ös szezon óta először negyvenszer tudtak nyerni az évben, de sorozatban tizedjére is lemaradtak a rájátszásról, annak ellenére, hogy átlagosan ők nyerték a legnagyobb különbséggel mérkőzéseiket az NBA-ben. 2014. április 21-én Rick Adelman bejelentette, hogy visszavonul.

### 2014–2020: A Wiggins-, és Towns-éra

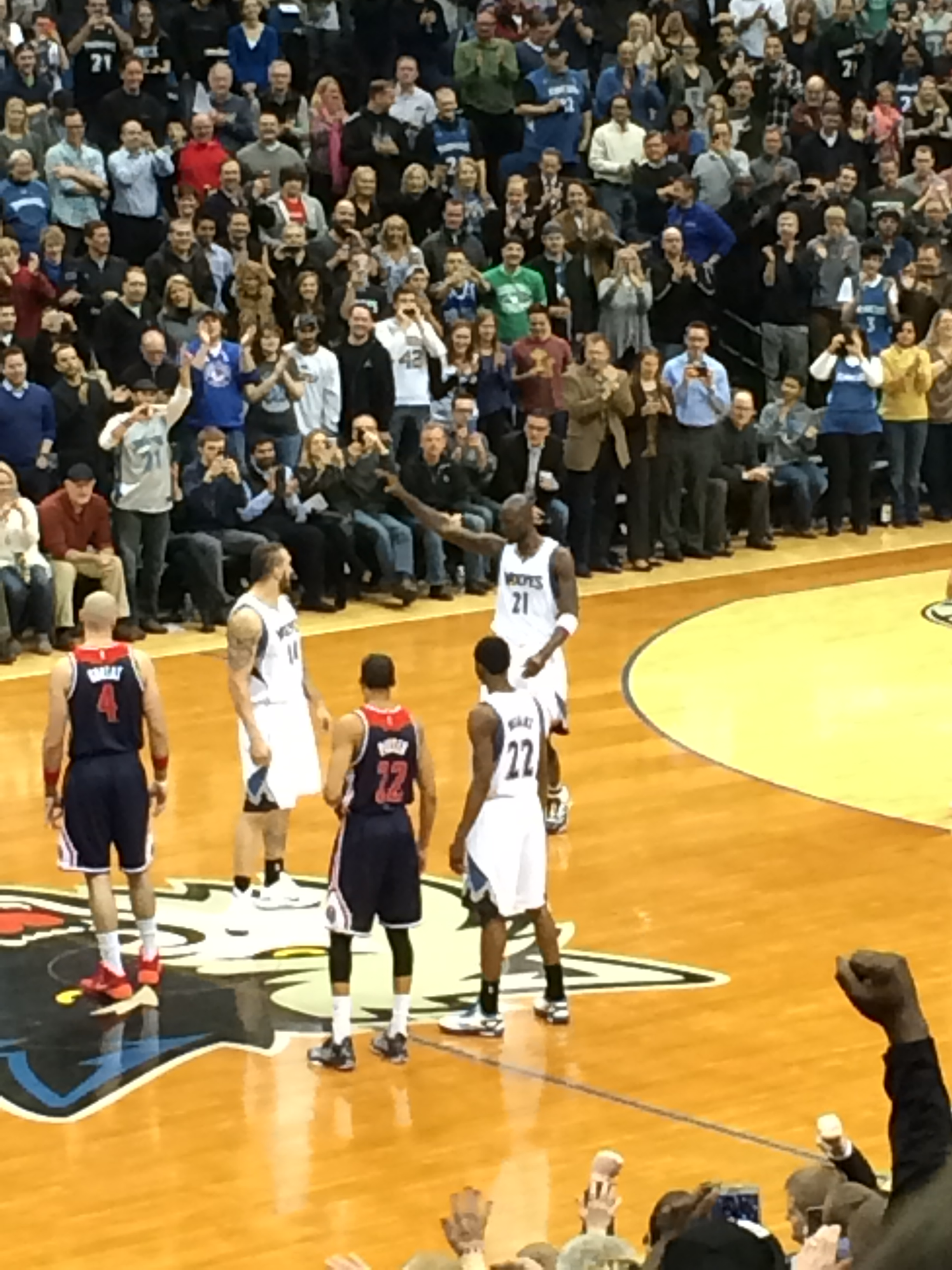
Kevin Garnett visszatérése Minnesotába, 2015-ben

2014. augusztus 23-án a Timberwolves, a Cleveland Cavaliers és a Philadelphia 76ers megegyezett egy tranzakcióban, amelynek keretein belül Kevin Love Clevelandben kötött ki LeBron James és Kyrie Irving mellett. Minnesota pedig megkapta Andrew Wiggins, Anthony Bennett és Thaddeus Young játékjogát. Philadelphiának pedig Alexey Shved, Luc Mbah a Moute és egy első köri választás jutott.
A 2014–2015-ös szezon egy új éra volt a Timberwolves csapatának, a Kevin Love tranzakcióval kezdve. Flip Saunders visszatért a vezetőedzői pozícióba, megkezdve második időszakát 1995–2005 után. A Timberwolves az új szezont a Memphis Grizzlies elleni 105–101 arányú vereséggel kezdte, Wiggins első meccse volt. A következő mérkőzést viszont sikerült megnyerniük. 2014. november 12-én a Timberwolves egyik hazai mérkőzésüket a Mexikóváros Arénában játszotta a Houston Rockets ellen. A szezont 16 győzelemmel zárta a csapat és immár tizenegy év telt el előző rájátszás-szereplésük óta.
Mindezek ellenére Wiggins lett az év újonca, az első játékos a csapat történetében, aki ezt a minősítést megkapta. Zach LaVine szintén sikeres volt első szezonjába, megnyerve a Dunk Contestet az All Star-gálán. LaVine és Wiggins párosa a The Bounce Brothers becenevet kapták és évek óta először úgy tűnt, hogy fényes a csapat jövője.
Tekintve, hogy a legrosszabb csapat voltak a 2014–2015-ös szezonban, a csapatnak 25%-os esélye volt az első választás megszerzésére a 2015-ös draftlottó során. Május 19-én a csapat történetében először meg is kapták az legelső választás jogát. Június 25-én ezt arra használták, hogy kiválasszák Karl-Anthony Towns-t. A draft estéjén leszerződtették az állam történelmének egyik legjobb kosárlabdázóját, Tyus Jones-t.
A 2015-ös szezonban mindezek mellett visszatért Kevin Garnett. Februárban Garnett, aki akkor a Brooklyn Nets tagja volt, engedélyezte a szerződésében szereplő, tranzakciók ellen védő záradék eltörlését, hogy Thaddeus Youngért cserébe visszatérjen Minneapolisba. Garnett a 21-es mezszámot viselte, amit távozása óta nem hordott senki, és első meccsén visszatérése után legyőzték a Washington Wizards csapatát a Target Centerben.
Saunders-t visszatérése után Hodgkin-kórral diagnosztizálták, aminek következtében edzői feladatait másodedzőjének és az NBA év edzője-díj-győztes Sam Mitchellnek adta át. 2015. október 25-én Saudners meghalt, 60 éves volt. Mitchell lett a vezetőedző. Saunders emlékére a 2015–2016-os szezonban a mezeiken szerepelt a FLIP felirat.

#### 2016–2019: A Tom Thibodeau-saga
2016. április 20-án a Timberwolves megegyezett az év edzője-győztes Tom Thibodeau-val, mint a csapat új vezetőedzője és ügyvezetője. 1989 és 1991 között a csapat másodedzőjeként dolgozott. 2016. szeptember 23-án Kevin Garnett bejelentette, hogy 21 szezon után elhagyja az NBA-t. Nyilatkozata szerint szeretett volna még egy szezont letudni a Wolves színeiben, de térdei már nem bírták. A Timberwolves 31 mérkőzést nyert meg a szezonban.

##### 2017–2019: Jimmy Butler érkezése és visszatérés a rájátszásba

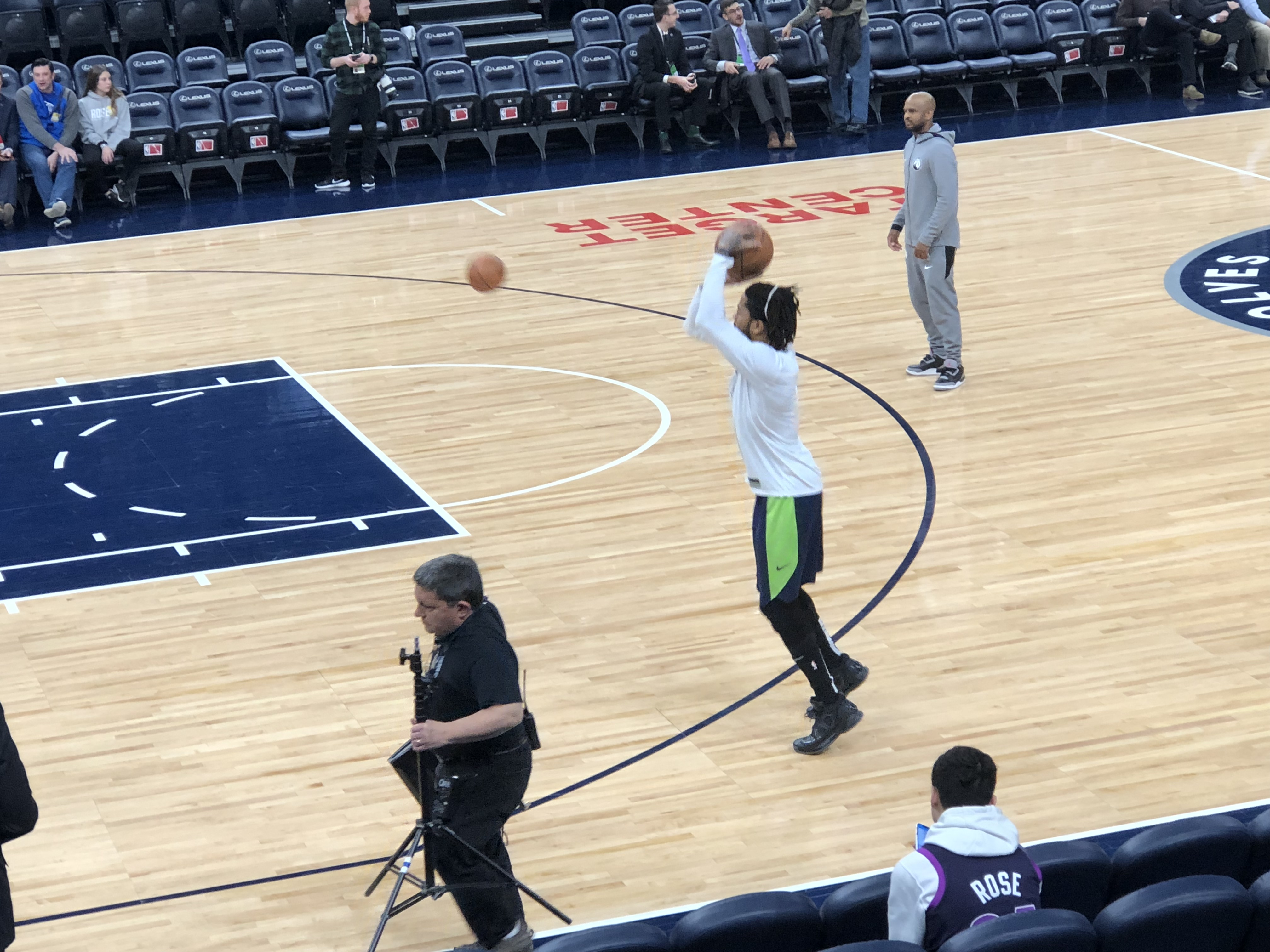
Derrick Rose bemelegít a Target Centerben

2017. június 22-én a Timberwolves leszerződtette Jimmy Butlert és a 16. választást a 2017-es drafton, Zach Lavine-ért, Kris Dunnért és a 7. választásért (Lauri Markkanen) cserébe. Ez a tranzakció jelentette LaVine–Wiggins duó végét. A 16. helyen Justin Pattont választották. A nyáron szerződtetett játékosok Taj Gibson, Jeff Teague, Jamal Crawford és Derrick Rose voltak. A szezonban 47 mérkőzést nyertek meg, amely az első alkalom volt a 2004–2005-ös szezon óta, hogy meccseik legalább felén sikeresek voltak. A 2017–2018-as szezonnal véget vetettek a leghosszabb aktív sorozatnak, amiben egy csapat nem jutott a rájátszásba (13 szezon). Öt meccs alatt estek ki a Houston Rockets ellen az első fordulóban.
2018. november 12-én a Timberwolves Butlert és Pattont a Philadelphia 76ers csapatába küldték, amiért cserébe Robert Covington, Dario Šarić, Jerryd Bayless és egy második köri választás érkezett. 2019. január 6-án kirúgták Thibodeau-t, helyét Ryan Saunders, Flip fia, vette át átmenetileg.

### 2019–napjainkig: a Towns–Edwards–Gobert „Big 3” és új tulajdonosok
2019. május 1-én a Timberwolves bejelentette, hogy leszerződtették Gersson Rosas-t, aki korábban a Rockets ügyvezető alelnöke volt, mint a csapat új ügyvezetője. Május 20-án, miután több edzőt is meginterjúvoltak, hivatalosan is megerősítették, hogy Ryan Saunders marad véglegesen is a csapat vezetőedzője. Rosas szerződtetése után több változás is történt a csapat vezetőségi struktúrájában. A 2019-es drafton az első és második körben is megvoltak választásaik, a 11. választást (Cameron Johnson) és Dario Šarić-ot a Phoenix Suns csapatába küldték a 6. választásért, ami Jarrett Culver lett. A 43. választás pedig Jaylen Nowell volt.
2020. február 6-án a Timberwolves Wigginst a Golden State Warriors csapatába küldte, hogy Minnesotába hozzák Karl-Anthony Towns barátját, D’Angelo Russellt. Egy újabb sikertelen szezon végén a csapat megkapta az első választást a 2020-as NBA-drafton, amit arra használtak, hogy kiválasszák Anthony Edwards-ot.
2021. február 21-én Ryan Saunders-t kirúgták is leszerződtették a Toronto Raptors másodedzőjét, Chris Finch-et. A Timberwolves a szezont 23 győzelemmel zárta és lemaradtak a rájátszásról.
2021 áprilisában a Timberwolves bejelentette, hogy Glen Taylor, a csapat akkori tulajdonosa megegyezett Marc Lore-ral és Alex Rodriguezzel a csapat eladásáért, 1,5 milliárd dollárért. 2021. július 21-én Lore és Rodriguez elkezdték a csapat felvásárlását, 20%-kal. 2022-ben ismét 20%-ot, majd 2023-ban 40%-ot fognak megvenni. A megegyezés része a WNBA-ben szereplő testvércsapatuk, a Minnesota Lynx is.
2021 nyarán a Ricky Rubio a Cleveland Cavaliers játékosa lett Taurean Prince-ért cserébe. Ezek mellett leszerződtették Patrick Beverley-t, Juancho Hernangomezért és Jarrett Culverért cserébe. Az utolsó tranzakció Leandro Bolmaro szerződtetése volt négy évre.
2021. szeptember 22-én Gersson Rosas-t kirúgták, helyét átmenetileg Sachin Gupta vette át. A Timberwolves 2021–2022-es szezonja október 20-án kezdődött a Houston Rockets ellen. Az All Star-gála utáni időszakban a liga egyik legjobb csapata volt a Wolves, a szezont 46 győzelemmel zárták, a második legtöbb a 2004-es főcsoportdöntő-szereplés óta. Annak ellenére, hogy Karl-Anthony Towns mindössze 24 percet tudott játszani a Play-In tornán, a Wolves simán megverte a Clippers-t és továbbjutott a rájátszásba. Az első fordulóban a Wolves ugyan kiesett a Memphis Grizzlies ellen, de jövő nagyon fényesnek tűnt.
2022. május 23-án bejelentették, hogy új ügyvezetőt szerződtettek, Tim Connelly személyében, aki korábban a Denver Nuggets csapatánál töltötte be ugyanezt a posztot. 5 éves szerződést írt alá, 40 millió dollárért és részvényért a csapatban. 2022. július 1-én a Timberwolves a Utah Jazz csapatába küldte Malik Beasleyt, Patrick Beverley-t, Jarred Vanderbiltet, Leandro Bolmaro-t, Walker Kesslert és négy első köri választást, az év legjobb védekező játékosa díjat háromszor elnyerő Rudy Gobert-ért. A nyáron szerződtetett fontosabb játékosok Eric Paschall, Austin Rivers és Bryn Forbes voltak. Ezt követően a szezont nagy elvárásokkal kezdték, de Karl-Anthony Towns novemberben megsérült és ki kellett hagynia 52 mérkőzést. Ennek következtében Anthony Edwards fontosabb szerepet kapott a csapatban, All Star-elismerést kapott és a play-in szakaszba vezette a minnesotaiakat. Az első fordulóban a későbbi bajnok Denver Nuggets ellen estek ki. Ennek ellenére a védelmük nagyon sokat fejlődött, magasabb szintre emelve teljesítményeiket.
A 2023–2024-es szezonban a Timberwolves a nyugati főcsoport egyik legjobbja volt, mindössze egy győzelemre voltak az első helytől, illetve védelmük a legjobb volt a ligában. A 2024-es rájátszás első fordulójában 4–0-ra legyőzték a Phoenix Suns csapatát, a Timberwolves történetében először vereség nélkül és összességében 2004 óta először nyertek meg egy sorozatot. Edwards ezek mellett nyolcadjára is legalább 30 pontot szerzett a rájátszásban, megelőzve Garnettet a csapat örökranglistáján. Luka Dončić mellett az egyetlen 22 éves vagy fiatalabb játékos, aki a rájátszásban többször is legalább 30 pontot, öt lepattanót, öt hárompontost és öt gólpasszt szerzett.
Az első fordulós győzelem után kétszer is megverték sorozatban a címvédő Denver Nuggets-et idegenben. Rudy Gobert hiányában, aki megnyerte negyedik Év védekező játékosa díját, a Timberwolves kiemelkedően védekezett, a Nuggets mindössze 34,9%-os hatékonysággal dobott. Anthony Edwards és Karl-Anthony Towns kiemelkedően jól játszottak, mindketten 27 pontot szereztek a második mérkőzésen. Az ígéretes kezdetek után a Wolves sorozatban három mérkőzést is elveszített, de a hatodik mérkőzésen 115–70-re megverték a címvédőt, ami a legnagyobb különbségű győzelem volt a csapat számára az NBA-rájátszás történetében. Karl-Anthony Towns és Jaden McDaniels kiemelkedő teljesítményének köszönhetően a Timberwolves 98–90-re legyőzte a Nuggets-et, annak ellenére, hogy a harmadik negyedben 20 pontos hátrányban is voltak. A csapat történetében mindössze másodjára a főcsoportdöntőbe jutott. A győzelem pontosan 20 évvel az után történt, hogy a Wolves-nak ez először sikerült és egyben Kevin Garnett születésnapján.

## Arénák
| Aréna                        | Időszak         |
| ---------------------------- | --------------- |
| Hubert H. Humphrey Metrodome | 1989–1990       |
| Target Center                | 1990–napjainkig |

## Szezonok

### Statisztika
Alább a Timberwolves utolsó öt szezonjának statisztikája szerepel.
| Szezon  | M  | Gy | V  | %    | Helyezés        | Rájátszás                                                                                  |
| ------- | -- | -- | -- | ---- | --------------- | ------------------------------------------------------------------------------------------ |
| 2019–20 | 64 | 19 | 45 | .297 | 5., Északnyugat | Nem jutott be                                                                              |
| 2020–21 | 72 | 23 | 49 | .319 | 4., Északnyugat | Nem jutott be                                                                              |
| 2021–22 | 82 | 46 | 36 | .561 | 3., Északnyugat | Első forduló, 2–4 (Grizzlies)                                                              |
| 2022–23 | 82 | 42 | 40 | .512 | 2., Északnyugat | Első forduló, 1–4 (Nuggets)                                                                |
| 2023–24 | 82 | 56 | 26 | .683 | 3., Északnyugat | Első forduló, 4–0 (Suns) Főcsoport-elődöntő, 4–3 (Nuggets) Főcsoportdöntő, 1–4 (Mavericks) |

### Eredmények
| Bajnoki címek    | Bajnoki címek |
| Címek száma      | Szezonok      |
| NBA-győztes      | NBA-győztes   |
| ---------------- | ------------- |
| 0                | 0             |
| Főcsoportgyőztes |               |
| 0                | 0             |
| Csoportgyőztes   |               |
| 1                | 2004          |

## Játékosok

### Draft jogok
Az alábbi listán azon játékosok szerepelnek, akiknek leigazolásához joga van a csapatnak, mikor lejár szerződésük jelenlegi csapatukkal. Jelenleg egy ilyen játékosra sincs ilyen joga a csapatnak.
| Draft | Kör | Választás | Játékos | Poz. | Nemzetiség | Jelenlegi csapat | Jegyzet(ek) | For. |
| ----- | --- | --------- | ------- | ---- | ---------- | ---------------- | ----------- | ---- |

### Visszavonultatott mezszámok
| Szám | Játékos       | Pozíció        | Időszak             | Dátum               |
| ---- | ------------- | -------------- | ------------------- | ------------------- |
| 2    | Malik Sealy   | Alacsonybedobó | 1998–2000           | 2000. november 4.   |
| 6    | Bill Russell  | Center         | Nem játszott        | 2022. augusztus 10. |
| FLIP | Flip Saunders | Edző           | 1995–2005 2014–2015 | 2018. február 15.   |

### Naismith Hall of Fame
| Játékosok    | Játékosok     | Játékosok  | Játékosok           | Játékosok |
| Szám         | Név           | Pozíció    | Időszak             | Beiktatva |
| ------------ | ------------- | ---------- | ------------------- | --------- |
| 21           | Kevin Garnett | Erőcsatár  | 1995–2007 2015–2016 | 2020      |
| Edzők        |               |            |                     |           |
| Név          | Név           | Pozíció    | Időszak             | Beiktatva |
| Rick Adelman | Rick Adelman  | Vezetőedző | 2011–2014           | 2021      |

### Rekordok
A 2023–2024-es szezon után.
| #              | Pontok             | Pontok             | Játszott mérkőzések | Játszott mérkőzések | Percek             | Percek             | Lepattanók         | Lepattanók     | Gólpassz            | Gólpassz            |
| -------------- | ------------------ | ------------------ | ------------------- | ------------------- | ------------------ | ------------------ | ------------------ | -------------- | ------------------- | ------------------- |
| 1.             | Kevin Garnett      | 19 201             | Kevin Garnett       | 970                 | Kevin Garnett      | 36 189             | Kevin Garnett      | 10 718         | Kevin Garnett       | 4 216               |
| 2.             | Karl-Anthony Towns | 13 121             | Sam Mitchell        | 757                 | Karl-Anthony Towns | 19 455             | Karl-Anthony Towns | 6 216          | Ricky Rubio         | 3 424               |
| 3.             | Andrew Wiggins     | 8 710              | Doug West           | 609                 | Sam Mitchell       | 18 394             | Kevin Love         | 4 453          | Pooh Richardson     | 1 973               |
| 4.             | Sam Mitchell       | 7 161              | Karl-Anthony Towns  | 573                 | Andrew Wiggins     | 15 839             | Gorgui Dieng       | 3 068          | Karl-Anthony Towns  | 1 815               |
| 5.             | Kevin Love         | 6 989              | Gorgui Dieng        | 498                 | Doug West          | 15 603             | Sam Mitchell       | 3 030          | Terrell Brandon     | 1 681               |
| 6.             | Anthony Edwards    | 6 920              | Andrew Wiggins      | 442                 | Wally Szczerbiak   | 14 715             | Christian Laettner | 2 225          | Stephon Marbury     | 1 393               |
| 7.             | Wally Szczerbiak   | 6 777              | Wally Szczerbiak    | 438                 | Ricky Rubio        | 12 989             | Al Jefferson       | 2 162          | Anthony Edwards     | 1 241               |
| 8.             | Doug West          | 6 216              | Ricky Rubio         | 421                 | Kevin Love         | 11 933             | Tom Gugliotta      | 1 970          | Michael Williams    | 1 239               |
| 9.             | Tony Campbell      | 4 888              | Anthony Peeler      | 379                 | Gorgui Dieng       | 11 026             | Wally Szczerbiak   | 1 932          | Doug West           | 1 216               |
| 10.            | Christian Laettner | 4 759              | Kevin Love          | 364                 | Anthony Edwards    | 10 392             | Andrew Wiggins     | 1 922          | Wally Szczerbiak    | 1 190               |
| Labdaszerzések | Labdaszerzések     | Labdaszerzések     | Blokk               | Blokk               | Mezőnygólok        | Mezőnygólok        | Büntetődobások     | Büntetődobások | Legtöbb hárompontos | Legtöbb hárompontos |
| 1.             | Kevin Garnett      | 1 315              | Kevin Garnett       | 1 590               | Kevin Garnett      | 7 647              | Kevin Garnett      | 3 743          | Karl-Anthony Towns  | 975                 |
| 2.             | Ricky Rubio        | 845                | Karl-Anthony Towns  | 721                 | Karl-Anthony Towns | 4 821              | Karl-Anthony Towns | 2 504          | Anthony Edwards     | 789                 |
| 3.             | Corey Brewer       | 502                | Gorgui Dieng        | 489                 | Andrew Wiggins     | 3 218              | Kevin Love         | 1 913          | Andrew Wiggins      | 520                 |
| 4.             | Karl-Anthony Towns | 452                | Rasho Nesterović    | 373                 | Sam Mitchell       | 2 664              | Sam Mitchell       | 1 773          | D’Angelo Russell    | 482                 |
| 5.             | Sam Mitchell       | 449                | Al Jefferson        | 300                 | Wally Szczerbiak   | 2 634              | Andrew Wiggins     | 1 754          | Anthony Peeler      | 465                 |
| 6.             | Andrew Wiggins     | 436                | Christian Laettner  | 299                 | Doug West          | 2 530              | Christian Laettner | 1 463          | Kevin Love          | 440                 |
| 7.             | Doug West          | 428                | Naz Reid            | 295                 | Anthony Edwards    | 2 479              | Ricky Rubio        | 1 271          | Malik Beasley       | 417                 |
| 8.             | Gorgui Dieng       | 413                | Eddie Griffin       | 273                 | Kevin Love         | 2 318              | Anthony Edwards    | 1 173          | Naz Reid            | 394                 |
| 9.             | Anthony Edwards    | 413                | Felton Spencer      | 266                 | Tony Campbell      | 1 902              | Wally Szczerbiak   | 1 166          | Jaden McDaniels     | 345                 |
| 10.            | Tom Gugliotta      | 391                | Joe Smith           | 265                 | Al Jefferson       | 1 766              | Doug West          | 1 119          | Wally Szczerbiak    | 343                 |
| Dupla-duplák   | Dupla-duplák       | Dupla-duplák       | Dupla-duplák        | Dupla-duplák        |                    |                    | Tripla-duplák      | Tripla-duplák  | Tripla-duplák       | Tripla-duplák       |
| 1.             | Kevin Garnett      | Kevin Garnett      | Kevin Garnett       | 607                 | Kevin Garnett      | Kevin Garnett      | Kevin Garnett      | 16             |                     |                     |
| 2.             | Karl-Anthony Towns | Karl-Anthony Towns | Karl-Anthony Towns  | 364                 | Ricky Rubio        | Ricky Rubio        | Ricky Rubio        | 5              |                     |                     |
| 3.             | Kevin Love         | Kevin Love         | Kevin Love          | 256                 | Kyle Anderson      | Kyle Anderson      | Kyle Anderson      | 3              |                     |                     |
| 4.             | Al Jefferson       | Al Jefferson       | Al Jefferson        | 120                 | Kevin Love         | Kevin Love         | Kevin Love         | 3              |                     |                     |
| 5.             | Ricky Rubio        | Ricky Rubio        | Ricky Rubio         | 90                  | Terrell Brandon    | Terrell Brandon    | Terrell Brandon    | 2              |                     |                     |
| 6.             | Rudy Gobert        | Rudy Gobert        | Rudy Gobert         | 89                  | Karl-Anthony Towns | Karl-Anthony Towns | Karl-Anthony Towns | 2              |                     |                     |
| 7.             | Tom Gugliotta      | Tom Gugliotta      | Tom Gugliotta       | 83                  | Michael Williams   | Michael Williams   | Michael Williams   | 2              |                     |                     |
| 8.             | Christian Laettner | Christian Laettner | Christian Laettner  | 83                  | több játékos       | több játékos       | több játékos       | 1              |                     |                     |
| 9.             | Nikola Peković     | Nikola Peković     | Nikola Peković      | 77                  | több játékos       | több játékos       | több játékos       | 1              |                     |                     |
| 10.            | Pooh Richardson    | Pooh Richardson    | Pooh Richardson     | 77                  | több játékos       | több játékos       | több játékos       | 1              |                     |                     |

- félkövér – aktív a csapattal
- dőlt – aktív, de nem a Timberwolves tagja

### Díjak
NBA MVP
- Kevin Garnett – 2004

NBA Az év védekező játékosa
- Rudy Gobert – 2024

NBA Az év újonca
- Andrew Wiggins – 2015
- Karl-Anthony Towns – 2016

NBA Legtöbbet fejlődött játékos
- Kevin Love – 2011

NBA Az év hatodik embere
- Naz Reid – 2024

J. Walter Kennedy Citizenship Award
- Kevin Garnett – 2006

Twyman–Stokes – Az év csapattársa
- Jamal Crawford – 2018
- Mike Conley  – 2024

Sportember-díj
- Mike Conley  – 2023

Kareem Abdul-Jabbar Social Justice Champion Award
- Karl-Anthony Towns – 2024

| All-NBA Első csapat - Kevin Garnett – 2000, 2003, 2004 All-NBA Második csapat - Kevin Garnett – 2001, 2002, 2005 - Sam Cassell – 2004 - Kevin Love – 2012, 2014 All-NBA Harmadik csapat - Kevin Garnett – 1999, 2007 - Karl-Anthony Towns – 2018, 2022 - Jimmy Butler – 2018 | NBA Első védekező csapat - Kevin Garnett – 2000, 2001, 2002, 2003, 2004, 2005 NBA Második védekező csapat - Kevin Garnett – 2006, 2007 - Jimmy Butler – 2018 |

| NBA Első újonc csapat - Pooh Richardson – 1990 - Christian Laettner – 1993 - Isaiah Rider – 1994 - Stephon Marbury – 1997 - Wally Szczerbiak – 2000 - Randy Foye – 2007 - Ricky Rubio – 2012 - Andrew Wiggins – 2015 - Karl-Anthony Towns – 2016 - Anthony Edwards – 2021 | NBA Második újonc csapat - Felton Spencer – 1991 - Kevin Garnett – 1996 - Craig Smith – 2007 - Kevin Love – 2009 - Jonny Flynn – 2010 - Wesley Johnson – 2011 - Derrick Williams – 2012 - Gorgui Dieng – 2014 - Zach LaVine – 2015 |

| NBA All Star-választottak - Kevin Garnett – 1997, 1998, 2000, 2001, 2002, 2003, 2004, 2005, 2006, 2007 - Tom Gugliotta – 1997 - Wally Szczerbiak – 2002 - Sam Cassell – 2004 - Kevin Love – 2011, 2012, 2014 - Jimmy Butler – 2018 - Karl-Anthony Towns – 2018, 2019, 2022, 2024 - Anthony Edwards – 2023, 2024 NBA All-Star MVP - Kevin Garnett – 2003 All Star-gála edző - Flip Saunders – 2004 - Chris Finch – 2024 | NBA Slam Dunk bajnok - Isaiah Rider – 1994 - Zach LaVine – 2015, 2016 NBA Hárompontos verseny - Kevin Love – 2012 - Karl-Anthony Towns – 2022 Rising Star-bajnok - Wally Szczerbiak – 2001 - Andrew Wiggins – 2015 - Zach LaVine – 2016 NBA Skill Challenge - Karl-Anthony Towns – 2016 |

## Vezetőedzők
2023–2024-es szezon végén.
| #        | Név            | Időszak             | Gy   | V    | Gy%  | M    | Rájátszás    |
| -------- | -------------- | ------------------- | ---- | ---- | ---- | ---- | ------------ |
| 1        | Bill Musselman | 1989–1991           | 51   | 113  | .311 | 164  | —            |
| 2        | Jimmy Rodgers  | 1991–1993           | 21   | 90   | .189 | 111  | —            |
| 3        | Sidney Lowe    | 1993–1994           | 33   | 102  | .244 | 135  | —            |
| 4        | Bill Blair     | 1994–1995           | 27   | 75   | .265 | 102  | —            |
| 5        | Flip Saunders  | 1995–2005 2014–2015 | 427  | 392  | .521 | 819  | 1997–2004    |
| 6        | Kevin McHale   | 2005, 2008–2009     | 39   | 55   | .415 | 94   | —            |
| 7        | Dwane Casey    | 2005–2007           | 53   | 65   | .449 | 118  | —            |
| 8        | Randy Wittman  | 2007–2008           | 38   | 105  | .266 | 143  | —            |
| 9        | Kurt Rambis    | 2009–2011           | 32   | 132  | .195 | 164  | —            |
| 10       | Rick Adelman   | 2011–2014           | 97   | 133  | .422 | 230  | —            |
| 11       | Sam Mitchell   | 2015–2016           | 29   | 53   | .354 | 82   | —            |
| 12       | Tom Thibodeau  | 2016–2019           | 97   | 107  | .475 | 204  | 2018         |
| 13       | Ryan Saunders  | 2019–2021           | 43   | 94   | .314 | 137  | —            |
| 14       | Chris Finch    | 2021–               | 160  | 127  | .557 | 287  | 2022–2024    |
| Összesen | Összesen       | Összesen            | 1147 | 1643 | .411 | 2790 | 12 szereplés |